# Aire urbaine de Romorantin-Lanthenay
L'aire urbaine de Romorantin-Lanthenay est une aire urbaine française centrée sur la ville de Romorantin-Lanthenay.

## Caractéristiques
D'après la définition qu'en donne l'INSEE, l'aire urbaine de Romorantin-Lanthenay est composée de 11 communes, situées dans le Loir-et-Cher. Ses 28 295 habitants font d'elle la 204e aire urbaine de France.
Une seule commune de l'aire urbaine est un pôle urbain.
Le tableau suivant détaille la répartition de l'aire urbaine sur le département (les pourcentages s'entendent en proportion du département) :
| Département  | Communes | Communes (%) | Superficie (km²) | Superficie (%) | Population (1999) | Population (%) |
| ------------ | -------- | ------------ | ---------------- | -------------- | ----------------- | -------------- |
| Loir-et-Cher | 11       | 3,8          | 363,67           | 5,7            | 28 295            | 9,0            |

## Communes
Voici la liste des communes françaises de l'aire urbaine de Romorantin-Lanthenay.
| Code INSEE | Commune                | Type                  | Département  | Superficie (km²) | Population (1999) | Densité (hab./km²) |
| ---------- | ---------------------- | --------------------- | ------------ | ---------------- | ----------------- | ------------------ |
| 41038      | La Chapelle-Montmartin | Commune monopolarisée | Loir-et-Cher | +0010,72         | +00 000372,       | +00034,7           |
| 41097      | Gièvres                | Commune monopolarisée | Loir-et-Cher | +0038,05         | +0 0001 999,      | +00052,54          |
| 41110      | Langon                 | Commune monopolarisée | Loir-et-Cher | +0038,82         | +00 000770,       | +00019,84          |
| 41112      | Lassay-sur-Croisne     | Commune monopolarisée | Loir-et-Cher | +0016,92         | +00 000184,       | +00010,87          |
| 41118      | Loreux                 | Commune monopolarisée | Loir-et-Cher | +0029,95         | +00 000255,       | +0 0008,51         |
| 41140      | Millançay              | Commune monopolarisée | Loir-et-Cher | +0057,94         | +00 000667,       | +00011,51          |
| 41185      | Pruniers-en-Sologne    | Commune monopolarisée | Loir-et-Cher | +0043,84         | +0 0002 128,      | +00048,54          |
| 41194      | Romorantin-Lanthenay   | Pôle urbain           | Loir-et-Cher | +0045,31         | +00018 350,       | +00404,99          |
| 41218      | Saint-Julien-sur-Cher  | Commune monopolarisée | Loir-et-Cher | +0015,99         | +00 000663,       | +00041,46          |
| 41280      | Villefranche-sur-Cher  | Commune monopolarisée | Loir-et-Cher | +0027,23         | +0 0002 409,      | +00088,47          |
| 41282      | Villeherviers          | Commune monopolarisée | Loir-et-Cher | +0038,9          | +00 000498,       | +00012,8           |
|            | Total                  |                       |              | +0363,67         | +00028 295,       | +00077,8           |